# Молло, Йоан
Йоа́н Молло́ (фр. Yohan Mollo; 18 июля 1989, Мартиг, Франция) — французский футболист, полузащитник клуба «Истр».

## Карьера

### Клубная
Йоан Молло — воспитанник футбольного клуба «Монако». Дебютировал в команде 18 октября 2008 года в матче против «Ниццы». 7 февраля 2009 года забил первый гол за «Монако» (в матче Лиги 1 с «Лорьяном»). Всего в чемпионатах Франции 2008/09 и 2009/10 провёл за «монегасков» 42 матча и забил 2 гола. Летом 2010 года «Монако» покинул Лигу 1, и в течение следующего сезона выступал на правах аренды за «Кан».
Летом 2011 года перешёл в испанский клуб «Гранада». Впервые сыграл за новую команду 27 августа в матче против «Бетиса», заменив на 66-й минуте встречи Хайме Ромеро). До окончания 2011 года ещё 5 раз выходил на замену в составе «Гранады»; вторую половину сезона он провёл в аренде в клубе «Нанси».
В «Нанси» дебютировал 14 января 2012 года в матче с «Лорьяном». В следующей игре в чемпионате Франции забил гол в ворота «Осера». Всего сыграл за «Нанси» в различных турнирах 22 матча, в которых забил 3 гола, и летом 2012 года заключил с клубом следующий контракт.
Гол, забитый Молло в ворота «Бреста» в стартовом матче следующего сезона, принёс команде единственную победу в первом круге чемпионата. В 2012 году полузащитник провёл за команду ещё 18 матчей в чемпионате и кубке лиги.
Вторую половину сезона провёл за «Сент-Этьен», выступая за команду на правах аренды. В первом же матче чемпионата, сыгранном за «зелёных» 11 января 2013 года, отметился голом в ворота «Тулузы».
20 августа 2015 был отдан в годичную аренду в «Крылья Советов». 29 августа 2015 года во втором матче за самарскую команду в основном составе против «Зенита» отдал 3 голевых передачи (3:1). Всего за «Крылья Советов» в сезоне 2015/16 провёл 23 игры и отдал 6 голевых передач, регулярно выходя в стартовом составе. По окончании аренды вернулся в «Сент-Этьен», и был выставлен на трансфер. 31 августа 2016 года подписал 3-летний контракт с самарским клубом, в котором провёл предыдущий сезон. Первый гол за «Крылья Советов» забил 1 октября 2016 года, спустя один сезон, поразив ворота «Анжи». Яркая игра полузащитника в скором времени привлекла внимание таких российских команд, таких как «Зенит», «Локомотив» и «Спартак».
10 января 2017 года перешёл в «Зенит» за 3 млн евро, подписав контракт на 3,5 года. Президент «Сент-Этьена» Ролан Ромейер заявил, что сумма трансфера составила на самом деле 500 тыс. евро; 50 % от суммы трансфера получит «Сент-Этьен».
В начале сезона 2017/18 был переведён в фарм-клуб «Зенит-2». После матча 4 тура был дисквалифицирован на два матча за оскорбительный жест в адрес болельщиков клуба. В середине августа заявлялось, что Молло отказывается уходить из «Зенита», однако 30 августа контракт был расторгнут по обоюдному согласию.
31 августа 2017 года подписал контракт с лондонским клубом «Фулхэм», выступающим в Чемпионшипе. 30 января 2018 года лондонцы расторгли контракт с французом по обоюдному согласию.
Сезон 2018/19 начал в самарских «Крыльях Советов», за которые уже выступал ранее. Принял участие в 7 матчах и не отметился результативными действиями. 28 января 2019 года стал игроком французского «Сошо». Соглашение рассчитано до конца сезона 2018/19.
В июле 2019 года подписал контракт с греческим клубом «Панатинаикос».
Выступал за молодёжную сборную Франции. С 2008 по 2010 год провёл за команду 6 товарищеских матчей.

## Достижения
- Обладатель Кубка французской лиги: 2012/13
- Бронзовый призёр чемпионата России: 2016/17

## Личная жизнь
Двоюродный брат форварда Андре-Пьера Жиньяка.

## Статистика
На 21 мая 2017 года
| Клуб           | Сезон                     | Национальный чемпионат    | Национальный чемпионат | Национальный чемпионат | Национальные кубки | Национальные кубки | Континентальные кубки | Континентальные кубки | Всего | Всего |
| Клуб           | Сезон                     | Лига                      | Игры                   | Голы                   | Игры               | Голы               | Игры                  | Голы                  | Игры  | Голы  |
| -------------- | ------------------------- | ------------------------- | ---------------------- | ---------------------- | ------------------ | ------------------ | --------------------- | --------------------- | ----- | ----- |
| Монако         | 2008/09                   | Лига 1                    | 24                     | 2                      | 4                  | 0                  | 0                     | 0                     | 28    | 2     |
| Монако         | 2009/10                   | Лига 1                    | 18                     | 0                      | 2                  | 0                  | 0                     | 0                     | 20    | 0     |
| Монако         | Всего за «Монако»         | Всего за «Монако»         | 42                     | 2                      | 6                  | 0                  | 0                     | 0                     | 48    | 2     |
| Кан            | 2010/11                   | Лига 1                    | 35                     | 4                      | 3                  | 0                  | 0                     | 0                     | 38    | 4     |
| Кан            | Всего за «Кан»            | Всего за «Кан»            | 35                     | 4                      | 3                  | 0                  | 0                     | 0                     | 38    | 4     |
| Гранада        | 2011/12                   | Примера                   | 6                      | 0                      | 1                  | 0                  | 0                     | 0                     | 7     | 0     |
| Гранада        | Всего за «Гранаду»        | Всего за «Гранаду»        | 6                      | 0                      | 1                  | 0                  | 0                     | 0                     | 7     | 0     |
| Нанси          | 2011/12                   | Лига 1                    | 19                     | 3                      | 0                  | 0                  | 0                     | 0                     | 19    | 3     |
| Нанси          | 2012/13                   | Лига 1                    | 17                     | 3                      | 1                  | 0                  | 0                     | 0                     | 18    | 3     |
| Нанси          | 2013/14                   | Лига 2                    | 2                      | 0                      | 0                  | 0                  | 0                     | 0                     | 2     | 0     |
| Нанси          | Всего за «Нанси»          | Всего за «Нанси»          | 38                     | 6                      | 1                  | 0                  | 0                     | 0                     | 39    | 6     |
| Сент-Этьен     | 2012/13                   | Лига 1                    | 19                     | 4                      | 6                  | 0                  | 0                     | 0                     | 25    | 4     |
| Сент-Этьен     | 2013/14                   | Лига 1                    | 17                     | 1                      | 2                  | 0                  | 0                     | 0                     | 19    | 1     |
| Сент-Этьен     | 2014/15                   | Лига 1                    | 23                     | 4                      | 6                  | 0                  | 2                     | 0                     | 31    | 4     |
| Сент-Этьен     | 2015/16                   | Лига 1                    | 1                      | 0                      | 0                  | 0                  | 2                     | 0                     | 3     | 0     |
| Сент-Этьен     | Всего за «Сент-Этьен»     | Всего за «Сент-Этьен»     | 60                     | 9                      | 14                 | 0                  | 4                     | 0                     | 78    | 9     |
| Крылья Советов | 2015/16                   | Премьер-лига              | 23                     | 0                      | 2                  | 0                  | 0                     | 0                     | 25    | 0     |
| Крылья Советов | 2016/17                   | Премьер-лига              | 12                     | 5                      | 1                  | 0                  | 0                     | 0                     | 13    | 5     |
| Крылья Советов | Всего за «Крылья Советов» | Всего за «Крылья Советов» | 35                     | 5                      | 3                  | 0                  | 0                     | 0                     | 38    | 5     |
| Зенит (СПб)    | 2016/17                   | Премьер-лига              | 7                      | 1                      | 0                  | 0                  | 0                     | 0                     | 7     | 1     |
| Зенит (СПб)    | Всего за «Зенит»          | Всего за «Зенит»          | 7                      | 1                      | 0                  | 0                  | 0                     | 0                     | 7     | 1     |
| Всего          | Всего                     | Всего                     | 223                    | 27                     | 28                 | 0                  | 4                     | 0                     | 255   | 27    |